# Деловой роман
«Деловой роман» (англ. A Business Affair) — фильм по роману Барбары Скелтон, не рекомендуется детям до 16 лет.

## Сюжет
У известного писателя жена тоже пытается писать. Добившись известности, она уходит от мужа и выходит замуж за известного издателя. Однако тут начинаются проблемы.